# TheGuardian.com
TheGuardian.com, trước đây gọi là Guardian.co.uk và Guardian Unlimited, là một trang web tin tức và phương tiện truyền thông của Anh thuộc sở hữu của Tập đoàn truyền thông Guardian. Nó chứa gần như tất cả nội dung của các tờ báo The Guardian và The Observer, cũng như một khối lượng đáng kể các tác phẩm chỉ có trên web được sản xuất bởi nhân viên, bao gồm cả dịch vụ tin tức mới. Tính đến tháng 11 năm 2014, đây là tờ báo trực tuyến phổ biến thứ hai ở Anh với hơn 17 triệu độc giả mỗi tháng; với hơn 21 triệu độc giả hàng tháng, MailOnline là trang phổ biến nhất.
Trang web này được tạo thành từ một trang web tin tức cốt lõi, với các phần thích hợp và các phần phụ bao gồm các chủ đề bao gồm thể thao, kinh doanh, môi trường, công nghệ, nghệ thuật và truyền thông, và lối sống. TheGuardian.com đáng chú ý vì sự tham gia của nó với độc giả, bao gồm các bảng đàm thoại dài và gần đây là một mạng lưới các nhật ký web. Bảy blog của nó đã được tham gia vào ngày 14 tháng 3 năm 2006, bởi một phần bình luận mới, "Bình luận là miễn phí", từ đó đã được sáp nhập vào phần Ý kiến.
Trang web có thể được xem mà không cần chi phí hoặc đăng ký, mặc dù một số dịch vụ như để lại nhận xét về bài viết yêu cầu người dùng phải đăng ký. Vào tháng 3 năm 2009, Guardian.co.uk đã khởi chạy API của họ, sử dụng giao thức OAuth và cung cấp một loạt nội dung Người giám hộ có sẵn để các nhà phát triển ứng dụng web sử dụng.